# Štěpán Tesařík
Štěpán Tesařík (* 6. července 1978 Praha) je bývalý český atlet, jehož specializací byl běh na 400 metrů překážek.
S atletikou začal v roce 1992 v Dukle Praha, předtím se věnoval házené. V roce 2000 vybojoval v belgickém Gentu společně s Jiřím Mužíkem, Janem Poděbradským a Karlem Bláhou zlaté medaile na halovém ME ve štafetovém běhu na 4 × 400 metrů. V roce 2002 skončil na evropském šampionátu v Mnichově ve finále čtvrtky s překážkami na 6. místě. O dva roky později reprezentoval na letních olympijských hrách v Athénách, kde skončila jeho cesta v semifinále. Šestkrát reprezentoval v mezistátních utkáních (1998 – 2004), z toho čtyřikrát v evropském poháru a jednou v kategorii do 22 let.
Jde o syna zpěváka a hudebníka Richarda Tesaříka a vnuka českého válečného hrdiny generálmajora Richarda Tesaříka st.

## Osobní rekordy
- 400 m přek. (dráha) – 49,09 s – 10. srpen 2003, Szombathely
- 400 m (dráha) – 46,77 s – 21. květen 2005, Kladno
- 400 m (hala) – 47,00 s – 18. února 2001, Praha